# Звёздный цвет (фильм)
«Звёздный цве́т» — советский художественный фильм 1971 года кинорежиссёра Николая Ильинского по одноимённому рассказу Бориса Лавренёва.

## Сюжет
В 1923 году в Бухаре богач бай Абду-Гаме нанимает Дмитро Литвиненко и его друга Ковальчука для выведывания информации о Красном гарнизоне. Между Дмитро и женой бая Мириам возникает чувство, но Абду-Гаме их находит и ранит Мириам. После событий Мириам уходит к Красному гарнизону, а Абду-Гаме гибнет в стычке с красноармейцами. Погибает также и Ковальчук. В конце концов Мириам и Дмитро уезжают на учёбу в Ташкент.

## Роли исполняют
- Иван Гаврилюк — Дмитро Литвиненко
- Камила Саидова — Мириам
- Санат Диванов — Абду-Гаме
- Лесь Сердюк — Трофим Ковальчук
- Асли Бурханов — отец Абду-Гаме
- Дурды Сапаров — отец Мириам
- Николай Дупак — капитан
- Дмитрий Миргородский — спутник капитана
- Валерий Шептекита — спутник капитана
- Леонид Бакштаев — политрук Петров
- Борис Товкач — Лукин
- Марат Алышпаев — Карим
- Гульсара Аджибекова — Зарра

## Съёмочная группа
- Автор сценария: Александр Сацкий
- Режиссёр-постановщик: Николай Ильинский
- Оператор-постановщик: Николай Журавлёв
- Художник-постановщик: Давид Ильябаев
- Композитор: Евгений Зубцов
- Звукооператор: Николай Медведев
- Симфонический оркестр Украинского радио, дирижёр Вадим Гнедаш

## Премьера
Премьера фильма состоялась 13 августа 1973 года. За первый год кинопроката картину посмотрели 5,7 млн зрителей.